# Ćurlina
Ćurlina (izvirno srbsko Ћурлина) je naselje v Srbiji, ki upravno spada pod Občino Doljevac; slednja pa je del Niškega upravnega okraja.

## Demografija
V naselju, katerega izvirno (srbsko-cirilično) ime je Ћурлина, živi 163 polnoletnih prebivalcev, pri čemer je njihova povprečna starost 43,0 let (45,6 pri moških in 40,5 pri ženskah). Naselje ima 58 gospodinjstev, pri čemer je povprečno število članov na gospodinjstvo 3,33.
To naselje je, glede na rezultate popisa iz leta 2002, večinoma srbsko.
|  |

| Demografija | Demografija     | Demografija     |
| Leto        | Št. prebivalcev | Št. prebivalcev |
| ----------- | --------------- | --------------- |
|             |                 |                 |
|             |                 |                 |
|             |                 |                 |
|             |                 |                 |
| 1948        | 241             |                 |
| 1953        | 266             |                 |
| 1961        | 243             |                 |
| 1971        | 211             |                 |
| 1981        | 199             |                 |
| 1991        | 189             | 189             |
| 2002        | 193             | 193             |
|             |                 |                 |

| Etnična sestava po popisu iz leta 2002 | Etnična sestava po popisu iz leta 2002 | Etnična sestava po popisu iz leta 2002 | Etnična sestava po popisu iz leta 2002 | Etnična sestava po popisu iz leta 2002 |
| -------------------------------------- | -------------------------------------- | -------------------------------------- | -------------------------------------- | -------------------------------------- |
| Srbi                                   | Srbi                                   |                                        | 172                                    | 89,11%                                 |
| Romi                                   | Romi                                   |                                        | 21                                     | 10,88%                                 |
| Neznano                                | Neznano                                |                                        | 0                                      | 0,0%                                   |